# PyPy
PyPy est une mise en œuvre du langage Python écrite elle-même en Python, avec une architecture flexible.

## Le projet
Un des buts du projet est d'obtenir une version de Python plus rapide que l'implémentation en C actuelle (CPython), ce but est atteint depuis 2000[Quoi ?] avec la version 1.2.
PyPy est principalement un projet de recherche et développement et ne se focalise pas en lui-même sur l'obtention d'une implémentation de Python prête pour la production, pour le moment.

### Historique
Un des développeurs principaux de PyPy est Armin Rigo, qui a développé Psyco (en), un compilateur à la volée spécialisé pour Python qui accélère le code Python de 4 à 100 fois presque sans intervention de l'utilisateur.
PyPy s'inspire du langage Oz pour l'utilisation d'espace d'objets. Cela permet de combiner les aspects orientation objet et mutabilité, concurrence et distribution, etc. dans le même langage.

### PyPy
PyPy est constitué de deux composants principaux :
- un interpréteur Python, écrit lui-même en un sous-ensemble restreint de Python
- une chaîne d'outils qui analyse ce sous-ensemble de Python (RPython), le traduit en un langage bas niveau tel que C et le compile.

Ces deux composants peuvent être utilisés indépendamment : l'interpréteur Python peut lui-même s'exécuter au sein d'un autre interpréteur Python existant, et la chaîne de traduction peut s'appliquer à tout programme écrit en RPython.

## Implémentation de Python
L'interpréteur Python de PyPy, tel que proposé par la version 2.2, est semblable à une version Python 2.7.3.

### Différences avec le Python standard
PyPy s'approche le plus possible de l'interpréteur standard, avec quelques différences :
- Par défaut, PyPy utilise un ramasse-miettes automatique, différent du comptage de références ; il est plus performant, mais certaines ressources peuvent être libérées plus tard que d'habitude.
- Quelques modules n'ont pas été portés, en particulier ceux dont le code d'origine est le C.
- L'interface de programmation en C n'est pas encore considérée comme assez stable par ses développeurs.

## Le langage RPython
L'interpréteur Pypy est écrit dans une version restreinte de Python appelée RPython (R pour « restreint »). Il se définit à partir du langage Python, en deux phases successives :
- La phase d'initialisation consiste à importer le code avec un interpréteur Python standard, et autorise toutes les méthodes de développement, y compris la méta-programmation et la génération dynamique de fonctions et de classes.
- La phase d'analyse part des fonctions et classes présentes en mémoire, et leur impose certaines restrictions.

Les contraintes principales des objets analysés sont :
- Une variable ne peut contenir qu'un seul type de valeur (on ne peut pas stocker un entier puis une chaîne de caractères dans la même variable) ;
- Les variables globales d'un module sont considérées comme constantes ;
- La définition dynamique de classe ou de fonction n'est pas supportée ;
- Les générateurs ne sont pas supportés ;
- Les méthodes et les autres attributs d'une classe ne changent pas durant l'exécution ;
- La clé d'un dictionnaire ne peut être que d'un seul type (hashable).

## La chaîne d'analyse et de traduction
Parce qu'il est écrit dans un langage dynamique, PyPy facilite la séparation des différents aspects d'un interpréteur, et permet l'identification des zones où l'implémentation de Python peut être améliorée. Il permet également aux développeurs d'expérimenter de multiples implémentations de fonctions spécifiques.

### Aspects paramétrables
Pour la gestion de la mémoire, effectuée par un ramasse-miettes, on a le choix entre trois sous-systèmes différents :
- boehm : ramasse-miettes « Boehm garbage collector[6] »
- ref : compteur de référence (en) implémenté en RPython
- framework / stacklessgc : implémentation en RPython d'un ramasse-miettes avec collecteur « mark and sweep »

La traduction de l'interpréteur PyPy écrit en RPython peut se faire dans différents langages :
- Langage C
- LLVM
- JavaScript
- CLI (.NET)
- CLISP (Lisp)
- Squeak (Smalltalk)
- (en projet? Java)